# Paraplysia
Paraplysia is een geslacht van weekdieren uit de klasse van de Gastropoda (slakken).

## Soort
- Paraplysia lowii Gilchrist, 1900